# 六朝志怪
六朝志怪小說，是指六朝發展出來的神怪小說。
六朝系指魏晉以來到隋朝末年。“志怪”一詞出自《莊子》一書，《逍遥游》曰：“齐谐者，志怪者也。”意思是说齐谐是专门记载怪异故事的人。這期間由於政治動蕩，老百姓開始追求信仰，寄託心靈於神道。六朝志怪多記神異怪誕之說，其中較為著名的小說有：《新齊諧》、《述異記》、《冥祥記》、《冤魂志》、《錄異傳》、《雜鬼神志怪》、《列異傳》、《搜神記》、《幽明錄》等。魯迅認為神仙之說盛行以及佛教的傳入，是六朝志怪小說盛行的主因。學者侯忠义將六朝怪志小说为记怪类、博物类、神仙类等三類。李剑国將六朝怪志分為地理博物体、杂记体，以及杂史杂传体。明朝胡应麟將小说为為六种，而志怪居首。